# Learjet 40
El Learjet 40 (LJ40) es un avión de negocios ligero producido por Bombardier Aerospace.

## Diseño y desarrollo

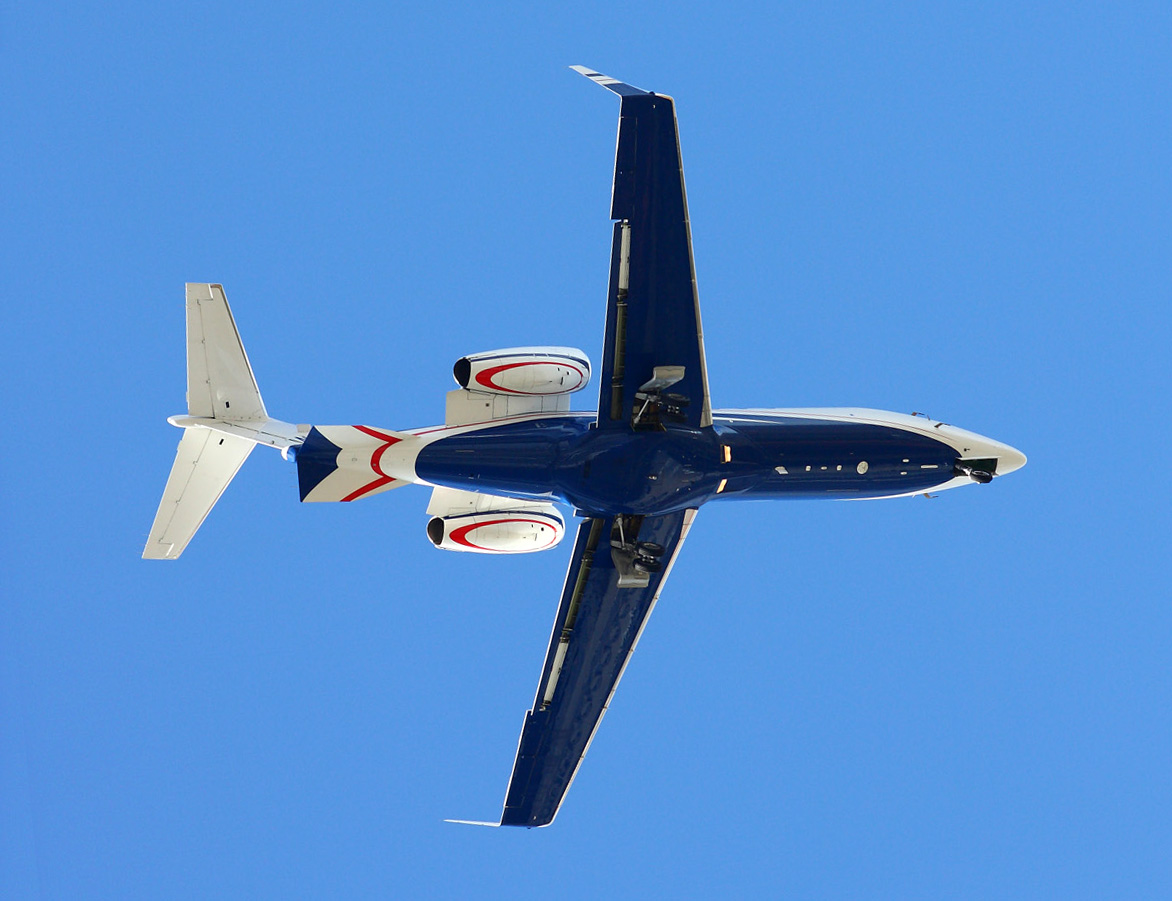
Superficie alar de un Learjet 40 de Flexjet.

El Learjet 40 es un derivado del Learjet 45, pero con un fuselaje recortado (en 24,5 pulgadas/60 cm), y está impulsado por dos motores Honeywell TFE731-20AR.  Estos son conocidos como los motores "AR".
El prototipo del avión, un modelo 45 reconstruido, voló por primera vez el 31 de agosto de 2002, y el primer avión producido efectuó su vuelo inaugural el 5 de septiembre de 2002. El vuelo inaugural tuvo lugar en el aeropuerto de Wichita Mid-Continent. El LJ40 entró en servicio en enero de 2004.
El Learjet 40XR es una versión mejorada introducida en octubre de 2004, ofreciendo mayores pesos al despegue, velocidades de crucero más rápidas y mayores tasas de ascenso en comparación con el LJ40. Los incrementos están debidos a la mejora de los motores a la configuración TFE731-20BR. Estos son los motores "BR".  Los propietarios del LJ40 pueden mejorar sus aviones con la incorporación de diversos boletines de servicio.

## Especificaciones (Learjet 40)

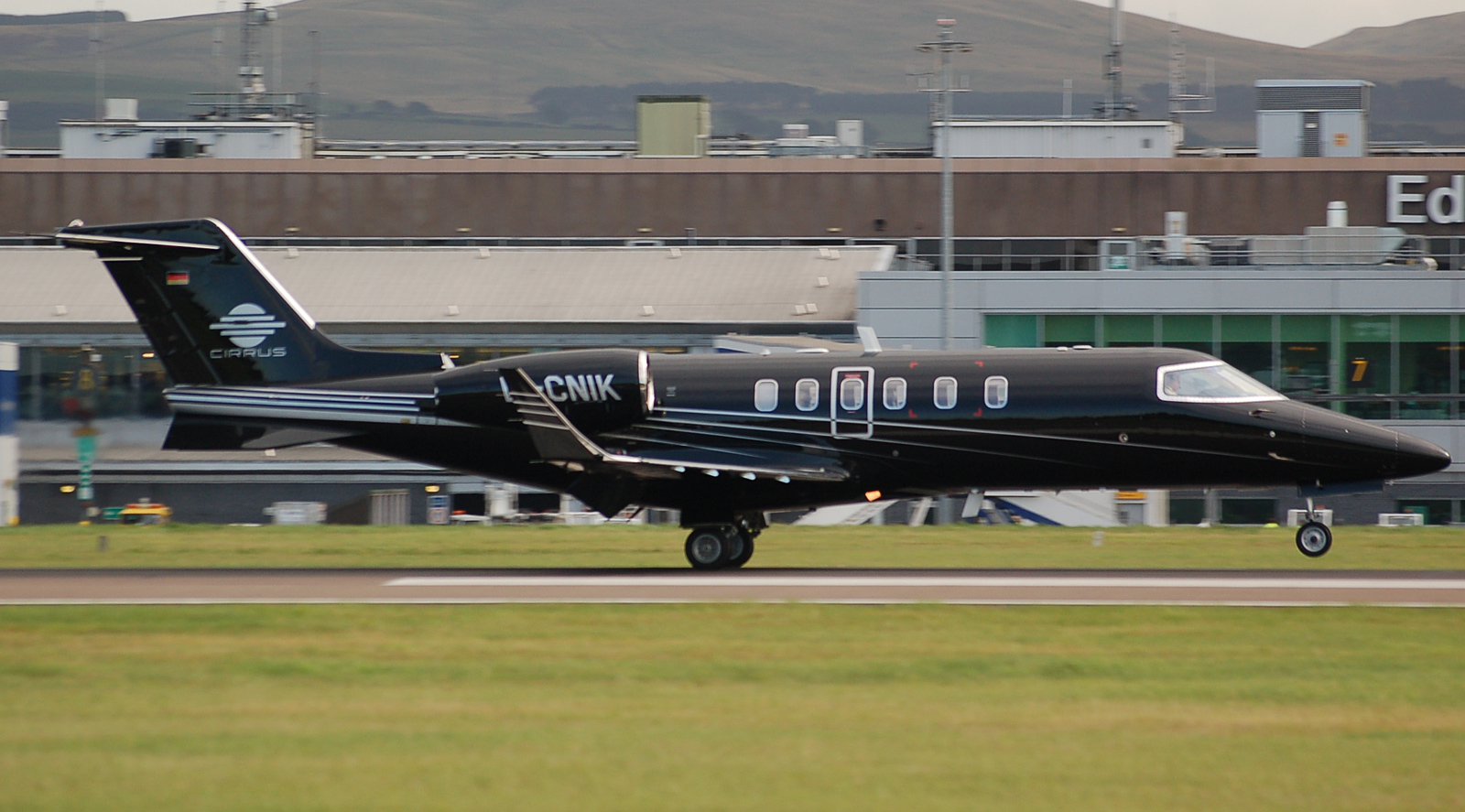
Learjet 40 de Cirrus Aviation (D-CNIK)

### Características generales
- Tripulación: 2 (piloto y copiloto)
- Capacidad: 7 pasajeros
- Carga: 1.047 kg
- Longitud: 16,93 m
- Envergadura: 14,56 m
- Altura: 4,31 m
- Superficie alar: 28,95 m²
- Peso cargado: 6.200 kg (13.633 lb)
- Peso máximo al despegue: 9,545 kg (21.000 lb)
- Planta motriz: 2× Turbofán Honeywell TFE731-20AR o -20BR en el Lear 40XR.
  - Empuje normal: 15,6 kN (1588 kgf; 3500 lbf) 15,56 kN de empuje cada uno.
- Capacidad de combustible: 2.420 kg.

### Rendimiento
- Velocidad nunca excedida (Vne): 464 kt (M0.81), 534 mph, 865 km/h
- Velocidad crucero (Vc): 457 kt, 526 mph, 852 km/h
- Alcance: 1.692 nm, 1.947 mi, 3.156 km
- Radio de acción: km
- Alcance en combate: km
- Techo de vuelo: 15.540 m (51.000 ft)
- Régimen de ascenso: 2.820 ft/min (14,32 m/s)